# Ампакины

АМРА

Ампакины (англ. ampakines) — новый класс ноотропных препаратов, способствующих мозговой активности для увеличения внимания, бдительности, повышения обучаемости и улучшения памяти. Ампакины получили название от ионотропного глутаматного AMPA-рецептора нейронов, с которым они сильно взаимодействуют. В свою очередь, AMPA-рецептор был назван по селективно связывающейся с ним альфа-аминометилизоксазолпропионовой кислоте (АМРА).

## Действие
Сейчас ампакины активно исследуются как потенциальное лекарство от таких болезней мозга, как болезнь Альцгеймера, болезнь Паркинсона, шизофрения и неврологических нарушений. Ампакины рассматриваются агентством DARPA в качестве возможного средства повышения эффективности военных.

## Представители
Ампакинная активность была установлена как один из режимов действия хорошо известной группы ноотропных препаратов — рацетамов. Однако, эти вещества имеют и другие режимы действия и производят достаточно слабое активирующее действие на AMPA-рецепторы, и неизвестно, насколько сильно их ампакинная активность ответственна за их ноотропные эффекты.
После открытия ампакинного механизма были разработаны препараты с более сильным и направленным действием, патентами на большинство из которых владеет фирма Cortex Pharmaceuticals (CX-516 (Ampalex), CX-546, CX-614, CX-691 (Farampator), CX-717). Ни одно из веществ ещё не было выпущено на рынок (по состоянию на 2008 год, CX-717 проходит клинические испытания).
Некоторые фармацевтические компании также разрабатывают препараты, обладающие ампакинной активностью (LY-404,187 и LY-503,430 компании Eli Lilly and Company, IDRA-21, PEPA, Sunifiram и Unifiram). Однако на данный момент они используются лишь для исследований на животных, и Cortex Pharmaceuticals (в содружестве с более крупной компанией Schering-Plough) в настоящее время является единственной, разрабатывающей ампакины для применения в качестве лекарств.

## Побочные эффекты
Пока их открыто немного, но ампакин «farampator» (CX-691) проявляет такие побочные эффекты, как головная боль, сонливость, тошнота, нарушение временно́й (эпизодической) памяти.